# Het Atelier (Rozengracht)
Het Atelier is een gebouw aan de Rozengracht in de wijk Jordaan in Amsterdam. Het gebouw heette vroeger “De Harmonie” en later "Lückner" en is vooral bekend als één van de brandhaarden van het Jordaanoproer in 1934. 
Het gebouw ontleent zijn huidige naam aan het feit dat diverse ateliers van kledingbedrijven in het gebouw gevestigd waren.  

## Geschiedenis
De grond waarop het gebouw staat, werd in 1920 opgekocht door de N.V. tot exploitatie van vergaderlokalen. Die onderneming plaatste er een zalencentrum onder de naam De Harmonie. Dat gebouw werd vanaf 19 november 1921 in exploitatie genomen. Op de plaats van het gebouw stonden vroeger vier panden. Dat verklaart waarom het gebouw vier huisnummers heeft (207 t/m 213). 
De Harmonie werd gebruikt voor vergaderingen, congressen, feesten en dergelijke. Ook maakten politieke partijen van verschillende pluimage gebruik van deze locatie. Zo hielden onder meer de SDAP, de Communistische Partij Holland, de Kommunistische Arbeiders-Partij Nederland, Christelijk Democratische Federatie en het Zwart Front er bijeenkomsten. De Schaakclub Max Euwe had in haar beginjaren in De Harmonie haar clublokaal.
Vanaf eind jaren 30 werden de bovenverdiepingen van De Harmonie in gebruik genomen door de Gebroeders Levie (voorloper van de BV herenkledingfabriek), die er een regenjassenfabriek vestigden.
In 1934 kwam De Harmonie landelijk in het nieuws toen hier op 4 juli een communistische protestbijeenkomst werd gehouden tegen de voorgenomen steunverlaging aan werklozen. Na afloop van de vergadering trokken honderden demonstranten de Jordaan in om te rellen wat escaleerde tot het Jordaanoproer.
Enkele jaren later sloot De Harmonie als zalencentrum. Er was toen even sprake dat er een bioscoop zou komen (genaamd Cineone), maar dat plan ging niet door omdat de onderneming die het plan zou moeten uitvoeren, "aan het eind van haar krachten" was gekomen. In 1938 werd de benedenverdieping van het gebouw in gebruik genomen als Feestgebouw en Dansinstituut Joh. Lückner. Lückner bleef daar tot begin jaren 70. 
Nadat de Gebr. Levie waren vertrokken, kwamen op de bovenverdiepingen de kledingateliers van N.V. H. Berghaus. In 1964 betrok Berghaus een nieuw gebouw aan het Koningin Wilhelminaplein. Marlyn Formcraft N.V., producent van Bobbie Brooks kwam toen in het gebouw.
In latere jaren kwamen in het gebouw een tapijtenwinkel, Galerie De Ruimte van Ron Rooymans en een kledingwinkel (Megazino). Sinds 2019 zit een sportschool op de benedenverdieping. De bovenverdiepingen worden verhuurd als kantoorruimte.